# Мала Сосновка
Мала Сосно́вка (рос. Малая Сосновка, марій. Чапчык) — присілок у складі Волзького району Марій Ел, Росія. Входить до складу Пет'яльського сільського поселення.

## Населення
Населення — 82 особи (2010; 71 у 2002).
Національний склад (станом на 2002 рік):
- марі — 100 %